# Vernonvilliers
Vernonvilliers ist eine französische Gemeinde mit 57 Einwohnern (Stand: 1. Januar 2022) im Département Aube in der Region Grand Est. Sie gehört zum Arrondissement Bar-sur-Aube und zum gleichnamigen Kanton Bar-sur-Aube.

## Nachbargemeinden
Die Nachbargemeinden von Vernonvilliers sind:
| Petit-Mesnil | La Chaise                                   | Fuligny |
|              | Kompassrose, die auf Nachbargemeinden zeigt |         |
| Éclance      | Arsonval                                    | Lévigny |

## Bevölkerungsentwicklung
| Jahr                      | 1962 | 1968 | 1975 | 1982 | 1990 | 1999 | 2008 | 2016 |
| ------------------------- | ---- | ---- | ---- | ---- | ---- | ---- | ---- | ---- |
| Einwohner                 | 93   | 93   | 86   | 77   | 87   | 86   | 83   | 62   |
| Quelle: Cassini und INSEE |      |      |      |      |      |      |      |      |